# Swobodny
Swobodny (ros. Свободный) – miasto w Rosji, w obwodzie amurskim, nad Zeją. W 2021 roku liczba mieszkańców wynosiła około 52 tys. osób.
Niedaleko miasta znajduje się jeden z rosyjskich kosmodromów.
W mieście rozwinął się przemysł stoczniowy, elektrotechniczny oraz materiałów budowlanych.

## Wojsko
Miasto jest siedzibą dowództwa i sztabu 50 Samodzielnej Brygady Kolejowej.